# Nemognatha innotaticeps
Nemognatha innotaticeps es una especie de coleóptero de la familia Meloidae.

## Distribución geográfica
Habita en Tanzania.